# Otwornica gorzka

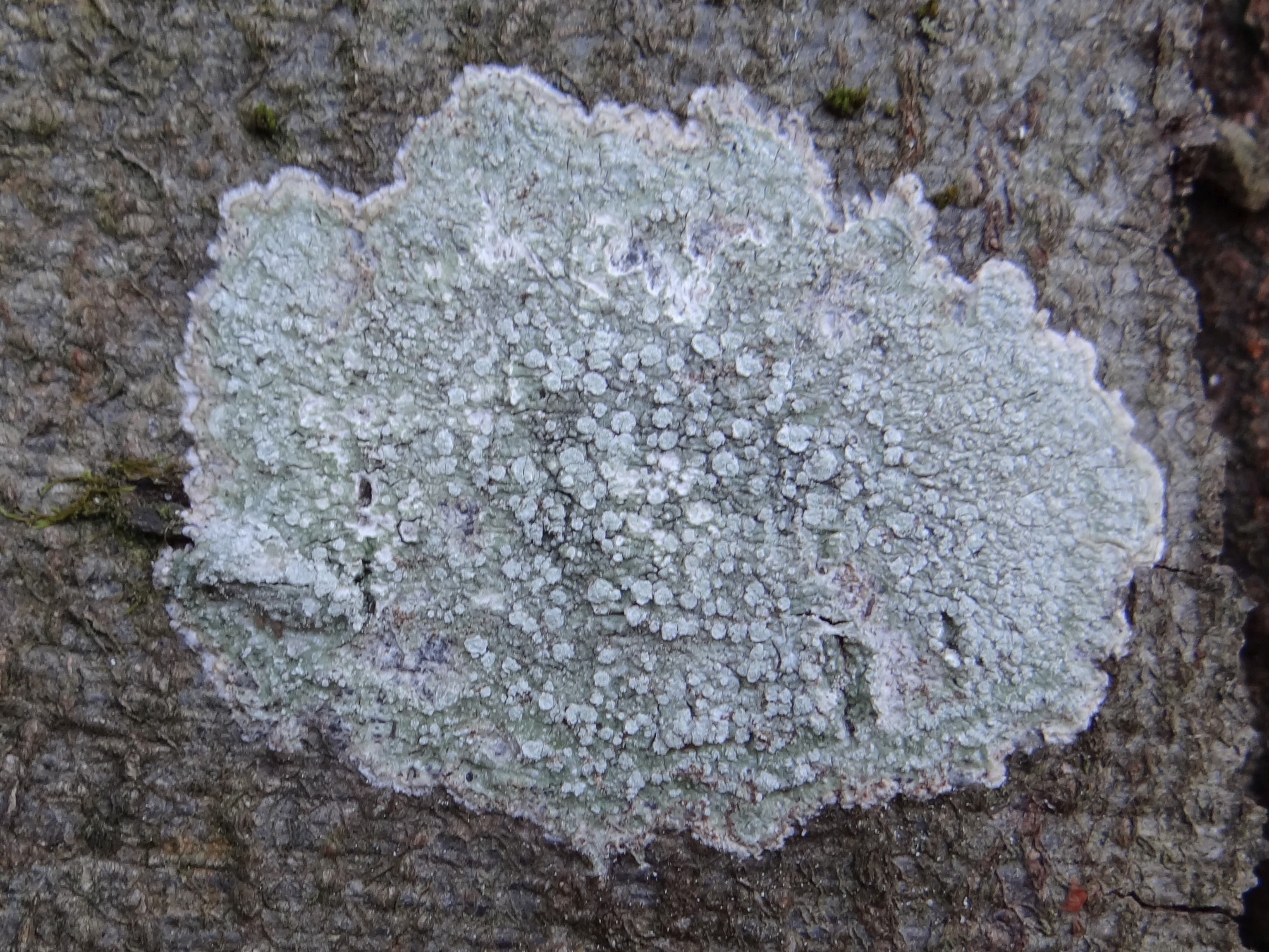

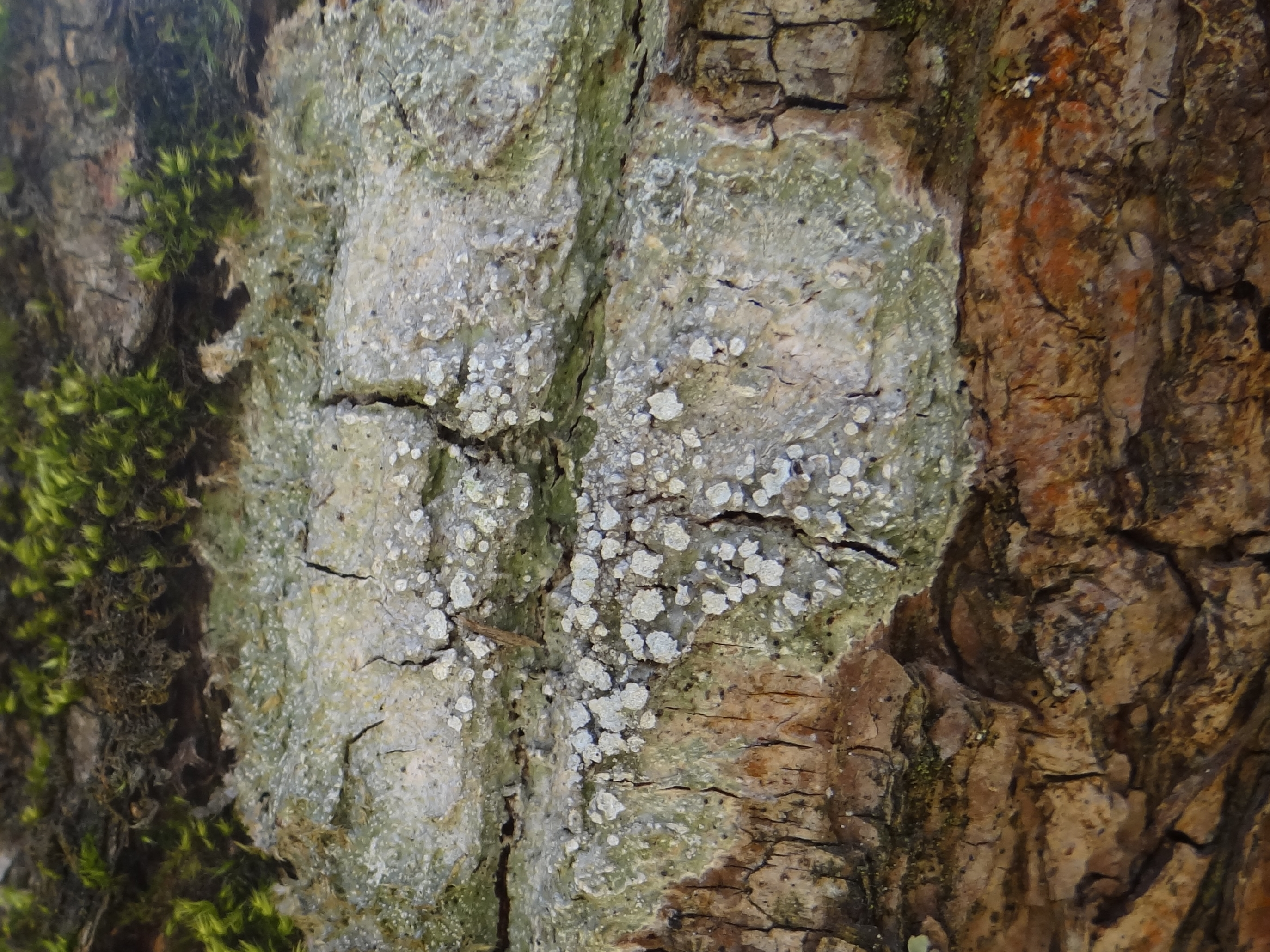

Otwornica gorzka (Lepra amara  (Ach.) Hafellner) – gatunek grzybów z rodziny otwornicowatych (Pertusariaceae). Ze względu na współżycie z glonami zaliczany jest do porostów.

## Systematyka i nazewnictwo
Pozycja w klasyfikacji według Index Fungorum: Pertusaria, Pertusariaceae, Pertusariales, Ostropomycetidae, Lecanoromycetes, Pezizomycotina, Ascomycota, Fungi.
Po raz pierwszy gatunek ten opisany został w 1809 przez E. Achariusa jako Variolaria amara. W 1872 William Nylander przeniósł go do rodzaju Pertusaria, a w 2016 Joseph Hafellner do rodzaju Lepra
Ma około 20 synonimów. Niektóre z nich:

- Patellaria faginea (L.) Wibel 1799
- Pertusaria amara (Ach.) Nyl. 1872
- Pertusaria faginea (L.) Leight. 1871
- Pertusaria slesvicensis Erichsen 1934
- Variolaria amara Ach. 1809
- Variolaria faginea (L.) Pers. 1794
- Verrucaria faginea (L.) F.H. Wigg. 1780[3].

Nazwa polska według Krytycznej listy porostów i grzybów naporostowych Polski. Po przeniesieniu do rodzaju Lepra jest niespójna z aktualną nazwą naukową

## Morfologia
Plecha skorupiasta, zazwyczaj dość gruba, ale czasami cienka. Powierzchnia jest szorstka, pomarszczona lub chropowata, czasami podzielona na poletka. Ma barwę od jasnoszarej do ciemnoszarej i bardzo gorzki smak. Przedplesze jest jaśniejsze i czasami podzielone na pasemka. Na powierzchni zawsze i licznie występują soralia, pojedynczo lub w grupach, często łączą się z sobą. Mają średnicę 0,2–2 mm. kolisty lub półkolisty kształt i szeroko przylegają do plechy. Plecha zawiera glony protokokkoidalne.
Reakcje barwne: Pd + czerwony, K –, KC + fioletowoczerwony.
Owocniki typu apotecjum pojawiają się bardzo rzadko. Są zagłębione po kilka w brodawkach podobnych do soraliów. Mają silnie, białawo przyprószone tarczki o barwie od czerwonawej przez brunatną do czarnej. W każdym worku powstaje jeden tylko, jednokomórkowy, bezbarwny i grubościenny zarodnik o rozmiarach 140-230 × 50–70 μm.
Najbardziej podobna jest również pospolita otwornica zwyczajna (Pertusaria albescens). Odróżnia się bardzo dużymi soraliami (mają średnicę 0,5–4,5 mm), grubą plechą i brakiem kwasu fumarioprotocetrariowego. Pewne odróżnienie tych gatunków możliwe jest reakcjami barwnymi; u otwornicy gładkiej wszystkie są negatywne.

## Występowanie i siedlisko
Gatunek szeroko rozprzestrzeniony, głównie na półkuli północnej. Najliczniej notowany jest w Ameryce Północnej i Europie, ale występuje także w Azji, Ameryce Środkowej, północnych rejonach Ameryki Południowej i Afryki oraz w Australii W Polsce pospolity w całym kraju.
Główne siedlisko jego występowania to kora drzew, zwłaszcza liściastych, szczególnie w miejscach bardziej słonecznych; poza zwartymi kompleksami leśnymi lub w świetlistych lasach.

## Znaczenie
Wytwarza kwas fumaroprotocetrariowy, który nadaje jej bardzo gorzki smak, podobny do smaku chininy. Właśnie z powodu tego gorzkiego smaku dawniej plecha otwornicy gorzkiej używana była jako namiastka chininy.